# Campeonato Mundial de Biatlón de 2013 – Salida en grupo - femenina
El evento de Salida en grupo - femenino del Campeonato Mundial de Biatlón de 2013 se llevó a cabo el 17 de febrero de 2013, donde participaron 30 atletas en un circuito de 12,5 km.

## Resultado
La carrera comenzó a las 12:00 (hora local).
| Pos.              | Núm. | Nombre                       | Nacionalidad    | Tiempo      | Penalizaciones (T+T+P+P) | Dif. de tiempo |
| ----------------- | ---- | ---------------------------- | --------------- | ----------- | ------------------------ | -------------- |
| Medalla de oro    | 8    | Darya Domracheva             | Bielorrusia     | 35:54.5     | 2 (1+0+0+1)              |                |
| Medalla de plata  | 2    | Tora Berger                  | Noruega         | 36:03.2     | 2 (1+0+1+0)              | +8.7           |
| Medalla de bronce | 25   | Monika Hojnisz               | Polonia         | 36:22.1     | 1 (0+0+1+0)              | +27.6          |
| 4                 | 5    | Vita Semerenko               | Ucrania         | 36:41.1     | 2 (0+1+0+1)              | +46.6          |
| 5                 | 10   | Olga Zaitseva                | Rusia           | 36:46.6     | 2 (1+1+0+0)              | +51.2          |
| 6                 | 9    | Miriam Gössner               | Alemania        | 36:46.6     | 4 (0+1+0+3)              | +51.2          |
| 7                 | 3    | Krystyna Pałka               | Polonia         | 36:55.3     | 1 (0+0+0+1)              | +1:00.8        |
| 8                 | 16   | Teja Gregorin                | Eslovenia       | 36:59.0     | 2 (0+1+0+1)              | +1:04.5        |
| 9                 | 12   | Marie Dorin Habert           | Francia         | 37:05.3     | 2 (0+0+2+0)              | +1:10.8        |
| 10                | 22   | Jana Gereková                | Eslovaquia      | 37:12.2     | 3 (0+1+1+1)              | +1:17.7        |
| 11                | 1    | Olena Pidhrushna             | Ucrania         | 37:33.4     | 2 (0+0+1+1)              | +1:38.9        |
| 12                | 28   | Weronika Nowakowska-Ziemniak | Polonia         | 37:36.3     | 2 (1+0+0+1)              | +1:41.8        |
| 13                | 4    | Andrea Henkel                | Alemania        | 37:38.9     | 4 (1+0+2+1)              | +1:44.4        |
| 14                | 27   | Anaïs Bescond                | Francia         | 37:45.0     | 3 (1+0+1+1)              | +1:50.5        |
| 15                | 14   | Anastasiya Kuzmina           | Eslovaquia      | 37:54.5     | 4 (1+2+1+0)              | +2:00.0        |
| 16                | 26   | Synnøve Solemdal             | Noruega         | 38:00.2     | 5 (1+1+2+1)              | +2:05.7        |
| 17                | 7    | Kaisa Mäkäräinen             | Finlandia       | 38:01.3     | 5 (1+1+1+2)              | +2:06.8        |
| 18                | 13   | Gabriela Soukalová           | República Checa | 38:15.2     | 5 (0+3+1+1)              | +2:20.7        |
| 19                | 15   | Veronika Vítková             | República Checa | 38:19.6     | 2 (0+2+0+0)              | +2:25.1        |
| 20                | 29   | Karin Oberhofer              | Italia          | 38:19.9     | 4 (3+0+1+0)              | +2:25.4        |
| 21                | 17   | Ekaterina Glazyrina          | Rusia           | 38:23.6     | 2 (1+0+1+0)              | +2:29.1        |
| 22                | 23   | Franziska Hildebrand         | Alemania        | 38:31.8     | 2 (1+0+1+0)              | +2:37.3        |
| 23                | 11   | Olga Vilukhina               | Rusia           | 38:40.2     | 3 (1+1+0+1)              | +2:45.7        |
| 24                | 19   | Ann Kristin Flatland         | Noruega         | 38:49.9     | 3 (0+1+1+1)              | +2:55.4        |
| 25                | 24   | Zhang Yan                    | China           | 38:52.4     | 3 (0+0+0+3)              | +2:57.9        |
| 26                | 21   | Nadezhda Skardino            | Bielorrusia     | 38:55.6     | 3 (1+0+1+1)              | +3:01.1        |
| 27                | 18   | Magdalena Gwizdoń            | Polonia         | 39:09.5     | 6 (1+2+1+2)              | +3:15.0        |
| 28                | 20   | Marie-Laure Brunet           | Francia         | 39.45.8     | 2 (1+1+0+0)              | +3:51.3        |
| 29                | 30   | Ekaterina Shumilova          | Rusia           | 44:39.3     | 5 (0+0+4+1)              | +8:44.8        |
|                   | 6    | Valj Semerenko               | Ucrania         | No finalizó | 7 (2+3+2)                |                |